# کابرال (بازیکن فوتبال)
ادیلسون تاوارس وارلا (انگلیسی: Cabral؛ زادهٔ ۲۲ اکتبر ۱۹۸۸) معروف به کابرال بازیکن فوتبال اهل کیپ ورد است.

وی همچنین در تیم‌های ملی فوتبال زیر ۱۸ سال سوئیس, زیر ۱۹ سال سوئیس, زیر ۲۰ سال سوئیس، و زیر ۲۱ سال سوئیس بازی کرده‌است.